# Esame delle parti
L'esame delle parti è uno dei principali mezzi di prova del processo penale italiano. Consiste nella dichiarazione resa da una persona per la quale è prevista l'incompatibilità a testimoniare, o da una parte privata che non debba deporre come testimone. Il mezzo di prova in esame può essere attivato esclusivamente nel dibattimento o nell'incidente probatorio. 

## Soggetti sottoposti all'esame delle parti
Vengono sottoposti a questo mezzo di prova le parti del procedimento indicate all'art. 208 del codice di procedura penale italiano (c.p.p.):
- l'imputato;
- la persona civilmente obbligata per la pena pecuniaria;
- il responsabile civile;
- la parte civile, ove costituitasi.

Tutti gli altri soggetti, sempre che siano compatibili, vengono sentiti invece con il mezzo di prova della testimonianza.

## Tipologie di esame delle parti
Si distinguono due tipologie di esame delle parti:
- l'esame ex art. 209 c.p.p., previsto in via generale;
- l'esame ex art. 210 c.p.p., previsto per gli imputati in procedimenti connessi o probatoriamente collegati.

Esame ex art. 209 c.p.p., previsto in via generale
L'esame delle parti ex art. 209 c.p.p. presenta tre profili differenziali rispetto alla testimonianza: 
- le parti possono essere esaminate solo su loro richiesta o con il loro consenso;
- non hanno l'obbligo penalmente sanzionato di dire la verità (salvo il delitto di simulazione di reato e calunnia);
- se si sottopongono all'esame, possono tacere su singole domande, ma del loro silenzio ne è fatta menzione nel verbale. Il suddetto silenzio può essere quindi considerato come argomento di prova in merito alla loro poca credibilità.

Una quarta differenza riguarda il solo imputato: questi può riferire il "sentito dire" senza essere vincolato agli stringenti limiti di utilizzabilità di cui all'art. 195 (testimonianza indiretta). Di conseguenza egli non è obbligato a indicare la fonte.
Una disciplina peculiare è previsto per l'esame delle parti ex art. 210 c.p.p.:
- diversamente da quanto previsto dalle regole generali dell'art. 209 c.p.p., la persona imputata in un procedimento connesso o probatoriamente collegato è esaminata su richiesta di parte (o di ufficio se si è un teste di riferimento ai sensi dell'art. 195) ed ha l'obbligo di presentarsi. In caso contrario, il giudice per le indagini preliminari può disporre il suo accompagnamento coattivo;
- è obbligatoriamente assistita da un difensore di fiducia il quale partecipa all'esame.

Esame ex art. 210 c.p.p., previsto per gli imputati in procedimenti connessi o probatoriamente collegati
L'art. 12 del c.p.p. definisce i casi in cui si ha connessione di procedimenti.
L'imputato in un procedimento connesso ex art. 12, comma 1, lett. a) è esaminato secondo le regole generali previste per l'esame delle parti: è avvisato della facoltà di non rispondere, può mentire, può tacere. 
L'imputato in un procedimento connesso ex art. 12, comma 1, lett. c), nonché l'imputato in un procedimento probatoriamente collegato, che non abbiano reso in precedenza dichiarazioni etero-accusatorie e che, dunque, non possano essere sentiti come testimone, hanno facoltà di non rispondere; tuttavia, se rendono dichiarazioni su fatti concernenti la responsabilità altrui, assumono l'ufficio di testimone e, pertanto, perdono il diritto al silenzio e non possono rendere dichiarazioni mendaci.

## Dottrina
La facoltà offerta all'imputato di fornire il suo apporto conoscitivo alla ricostruzione fattuale senza dover soggiacere agli obblighi di verità che caratterizzano la testimonianza, è una delle più importanti manifestazioni dell'autodifesa attiva. 
L'art 24 c.2 Cost. definendo inviolabile il diritto di difesa in ogni stato e grado del procedimento, non si riferisce soltanto al diritto ad avere un difensore, ma prima ancora consacra al più alto livello normativo il diritto di difendersi, ossia di far sentire le proprie ragioni.
L'accesso all'esame dibattimentale è condizionato dalla volontà dell'imputato, che può chiedere direttamente di essere esaminato oppure accettare l'analoga richiesta proveniente da una diversa parte processuale. Il procedimento ammissivo dell'esame dell'accusato prescinde dall'onere di indicazione del mezzo di prova e delle relative circostanze nelle liste da depositare.
È rimesso infatti, al prudente apprezzamento del presidente del collegio, di inserire le richieste integratrici in ordine alle prove legittime e non precluse in un contesto di ordinato svolgimento della fase di esposizione introduttiva.
L'ammissione dell'esame dell'accusato, al pari di ogni altro elemento conoscitivo, va richiesta, a pena di decadenza, nel momento indicato dall'art. 493 comma 1 cpp. In questa fase il difensore o il pm richiedente hanno anche l'obbligo di deduzione dell'oggetto di verifica probatoria … Esigenze quali la esatta definizione degli ambiti dell'esame diretto, la garanzia per la controparte di poter esercitare il proprio diritto alla prova contraria, il doveroso vaglio del giudicante sull'ammissibilità del mezzo di prova impongono al soggetto che richiede l'esame della parte di specificare (e di far verbalizzare) nel corso dell'esposizione introduttiva le circostanze sulle quali questa verterà.
Nel momento indicato dall'art. 493 comma 1 c.p.p., sembra doversi collocare pure la prestazione del consenso da parte dell'imputato all'eventuale richiesta altrui. Ritenendo, infatti, che sull'ammissione del mezzo di prova debba sempre pronunciarsi il giudice ex art. 495 c.p.p., appare presupposto indefettibile di tale decisione che la richiesta avanzata dalla controparte sia già corredata dal consenso dell'interessato.
Partendo dal presupposto che le circostanze su cui verte l'esame debbano essere previamente determinate, si può osservare come, di regola, il consenso alla richiesta altrui riguardi tutti i temi in essa prefigurati. L'imputato potrebbe però avere interesse a discutere solo alcuni dei punti indicati dal richiedente. La materia, tuttavia, non è stata oggetto di espressa regolamentazione. Nel silenzio del legislatore si pone, perciò, il quesito circa la legittimità di un'accettazione parziale ovvero di un rifiuto parziale dell'esame.
In presenza di una richiesta articolata e comprensiva di una pluralità di enunciati fattuali da provare, si può ipotizzare la legittimità di un consenso pro parte, considerando soprattutto l'importanza che riveste ogni contributo conoscitivo proveniente dall'imputato, ancorché limitato. Di conseguenza, avendo l'interessato rifiutato parzialmente di sottoporsi all'esame, potrebbe trovare applicazione, con riferimento ai soli punti che non siano stati oggetto di consenso, la lettura dei verbali delle dichiarazioni precedentemente rese, secondo quanto disposto dall'art. 513 comma 1 c.p.p. .
L'esame dell'accusato si colloca al centro dell'istruzione dibattimentale.
L'art.150 norme att. C.p.p. dispone, infatti, che si proceda all'escussione delle parti, nell'ordine previsto dall'art. 530 comma 1 del codice (parte civile, responsabile civile, persona civilmente obbligata per la pena pecuniaria e infine l'imputato), appena terminata l'assunzione delle prove a carico dell'imputato. La ratio della previsione, ispirata alla regola di common law, che impone all'imputato di prendere la parola dopo i testi a carico, ma prima dei testi a discarico, ... è evidentemente quella di evitare che l'imputato modelli le sue dichiarazioni su ciò che hanno affermato i testi a discarico; pertanto, nelle intenzioni del legislatore l'imputato sarebbe sottoposto all'esame prima delle prove a difesa. L'accorgimento si rivela però efficace solo per garantire la tenuità delle dichiarazioni dell'accusato rispetto a quanto potrebbero riferire i testi della difesa, avendo il legislatore obliterato di considerare che il responsabile civile ed il civilmente obbligato per la pena pecuniaria assoggettati all'esame renderebbero comunque le proprie dichiarazioni (verosimilmente a discarico) prima dell'accusato.
L'esame dell'imputato si svolge nel rispetto delle norme previste per la testimonianza.
L'imputato è esaminato dalla parte che l'ha addotto, contro esame dagli antagonisti, con eventuali ulteriori domande dall'istante, e se qualcosa muta rispetto al già detto, la parola passa ai contro esaminatori nel consueto ordine. 
Sul corretto svolgimento dell'esame vigila il presidente, o il giudice monocratico.
L'esame deve concernere fatti che costituiscono oggetto di prova. Il richiamo a questa disposizione conferma la necessità di specificare le circostanze già all'atto della richiesta dell'esame. Le domande possono spaziare su ogni aspetto utile per valutare la credibilità del dichiarante e perfino su circostanze il cui accertamento contribuisca a ricostruire la personalità dell'offeso dal reato ogniqualvolta il fatto dell'imputato vada valutato in rapporto al comportamento della persona offesa; si pensi a fatti che integrano fattispecie criminose ove si preveda una condotta attiva dell'offeso (ad esempio, art. 640 cp), od a fatti riconducibili a talune circostanze attenuanti comuni (art. 61 n2 e n5 cp), o, infine, a cause esimenti come quella prevista all'art. 599 c.p. . L'imputato può essere sentito anche su circostanze che permettono di qualificarne la personalità in relazione al reato e alla pericolosità sociale e, quindi, rilevanti in sede di commisurazione della pena e di applicazione delle misure di sicurezza.
Nello svolgimento dell'esame dell'imputato non valgono le regole sulla testimonianza indiretta, si è così prevista un'eccezione che consente all'accusato di farsi veicolo delle conoscenze altrui, anche quando la fonte diretta sia destinata a rimanere anonima o si identifichi con soggetti depositari di segreto professionale o d'ufficio. La ratio della previsione derogatoria è quella di acquisire ogni contributo proveniente dall'imputato al quale, data la delicatezza della sua posizione, è giustamente riservato un trattamento privilegiato rispetto alle altre parti private.  La possibilità, riservata all'imputato, di introdurre nel processo degli anonimi, non comporterebbe particolari problemi, essendo comunque demandato al giudice il prudente apprezzamento del valore probatorio (presumibilmente scarso) attribuibile alle dichiarazioni de relato.
L'accusato che decida di sottoporsi all'esame deve essere preliminarmente avvisato dal giudice delle facoltà che gli competono e delle possibili conseguenze del suo contegno, secondo quanto stabilito dall'art. 64 comma 3 lett. A (le sue dichiarazioni potranno essere usate nei suoi confronti) e b (facoltà di non rispondere) c.p.p. .
L'obbligatorietà degli avvisi anche in sede di esame dibattimentale è stata recentemente affermata dalla Corte Costituzionale con una pronuncia che non ha mancato di sottolineare la sostanziale equivalenza fra esame e interrogatorio, tanto dal punto di vista della valenza probatoria quanto sotto il profilo dell'esercizio dell'autodifesa.
L'avvertimento circa la facoltà di non rispondere viene quindi a integrare la scientia juris dell'esaminando al quale l'art. 209 c.p.p., già attribuiva la facoltà di non autoincriminarsi (corollario del nemo tenetur se detegere), tipica dei testimoni' sia quella di non rispondere a singole domande.
Al di là dell'asfittico dato normativo, volendo tracciare un quadro d'insieme, anche sulla scorta dell'insegnamento che si trae dalla recente pronuncia costituzionale, si può affermare che nel corso del dibattimento l'accusato sentito sul fatto proprio goda di ogni facoltà teoricamente ascrivibile al diritto di autodifesa passiva: gli è consentito di non sottoporsi all'esame, anche mediante rinuncia tardiva all'assunzione del mezzo di prova già ammesso; di accettare o richiedere l'esame salvo poi rimanere in silenzio a fronte di singole domande ovvero, a fortiori, di rifiutare complessivamente il dialogo con l'interrogante; di avvalersi della facoltà di non autoincriminarsi (in senso stretto), e cioè di astenersi dal fornire risposte che potrebbero aprire la strada alla sua incriminazione per fatti ulteriori rispetto a quelli già contestati nell'imputazione.

## Riferimenti normativi
Codice di Procedura Penale, artt. 208-210, 498, 499, 513.